# Hans Rau (Physiker)
Hans Rau (* 7. Oktober 1881 in Würzburg; † 23. Februar 1961 in Garmisch-Partenkirchen) war ein deutscher Physiker. Er war Professor für Physik an der Technischen Hochschule Darmstadt.

## Leben
Hans Rau wurde 1881 als Sohn des Kaufmanns Hans Rau und seiner Ehefrau Charlotte geb. Seifert in Würzburg geboren. Er besuchte das Gymnasium in Würzburg und studierte anschließend in München und Würzburg Physik und Mathematik. 1906 promovierte Rau an der Universität Würzburg zum Dr. phil. mit dem Thema „Beobachtungen an Kanalstrahlen“. Danach war er Assistent bei Jonathan Zenneck an der Technischen Hochschule Braunschweig. 1909 habilitierte
er sich mit einer Untersuchung über Stoßerregung elektrischer Schwingungen und konnte nach dem
Weggang von Zenneck als Vertreter auf dem Ordinariat für Physik Erfahrungen über die große Grundvorlesung in Physik an einer TH und über die Leitung eines Physikalischen Instituts sammeln.
1911 ging Rau als Nachfolger von Hans Baerwald zu Wilhelm Wien an die Universität Würzburg, der in diesem Jahr den Nobelpreis für Physik für seine Arbeiten zur Wärmestrahlung erhalten hatte. Schon 1914 gelang Rau eine experimentelle Leistung, indem er Versuche von Franck und Hertz zu einem Präzsisionsverfahren ausbaute, mit dem die Anregung des Helium-Atoms durch Elektronenstoß untersucht werden konnte. Im Ersten Weltkrieg war Rau Soldat und wurde als Funker eingesetzt. Er erhielt u. a. das Eiserne Kreuz 1. und 2. Klasse und das Bayerische Militärverdienstkreuz 3. Klasse.
Nach dem Ende des Ersten Weltkriegs ging Rau zunächst nach Würzburg zurück.  Ende 1919 ging er zusammen mit seinem Förderer Wilhelm Wien an die Ludwig-Maximilians-Universität München, wo Wien die Nachfolge von Wilhelm Conrad Röntgen antrat.
1919 wurde Rau zum außerordentlichen Professor an der LMU München ernannt. Zum 1. Oktober 1922 wurde Hans Rau als ordentlicher Professor für Experimentalphysik an die Technische Hochschule Darmstadt berufen. Hier trat er die Nachfolge von Karl Schering an. Rau galt als ausgezeichneter Experimentator und besonders faszinierender Lehrer. Hans Rau hatte zahlreiche begabte Schüler, die seine Arbeiten weiterentwickelt haben und selbst Professorenstellen bekamen. Einer der bekanntesten war Gerhard Herzberg, seit 1926 Raus Diplomand und ab 1930 Privatdozent an der TH Darmstadt, der die Molekül-Spektroskopie in das Institut einführte. Ab 1936 war Wolfgang Finkelnburg Oberassistent bei Hans Rau.
1942 wurde das Physikalische Institut von Hans Rau als „Wehrwirtschaftsbetrieb“ eingestuft, was mit gewissen Privilegien für das Institut verbunden war.

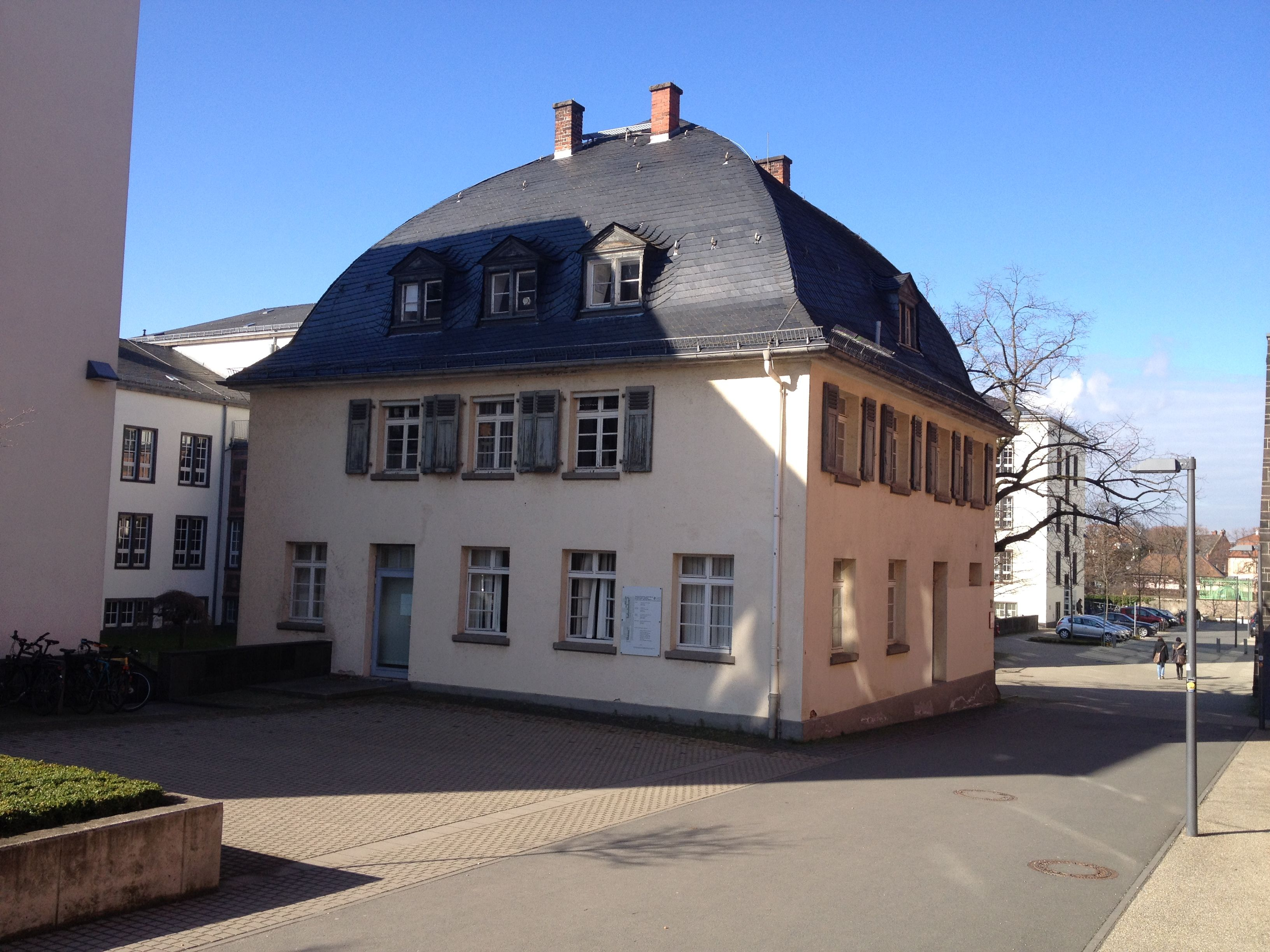
Rau-Bau (S2/01), Hochschulstraße 12

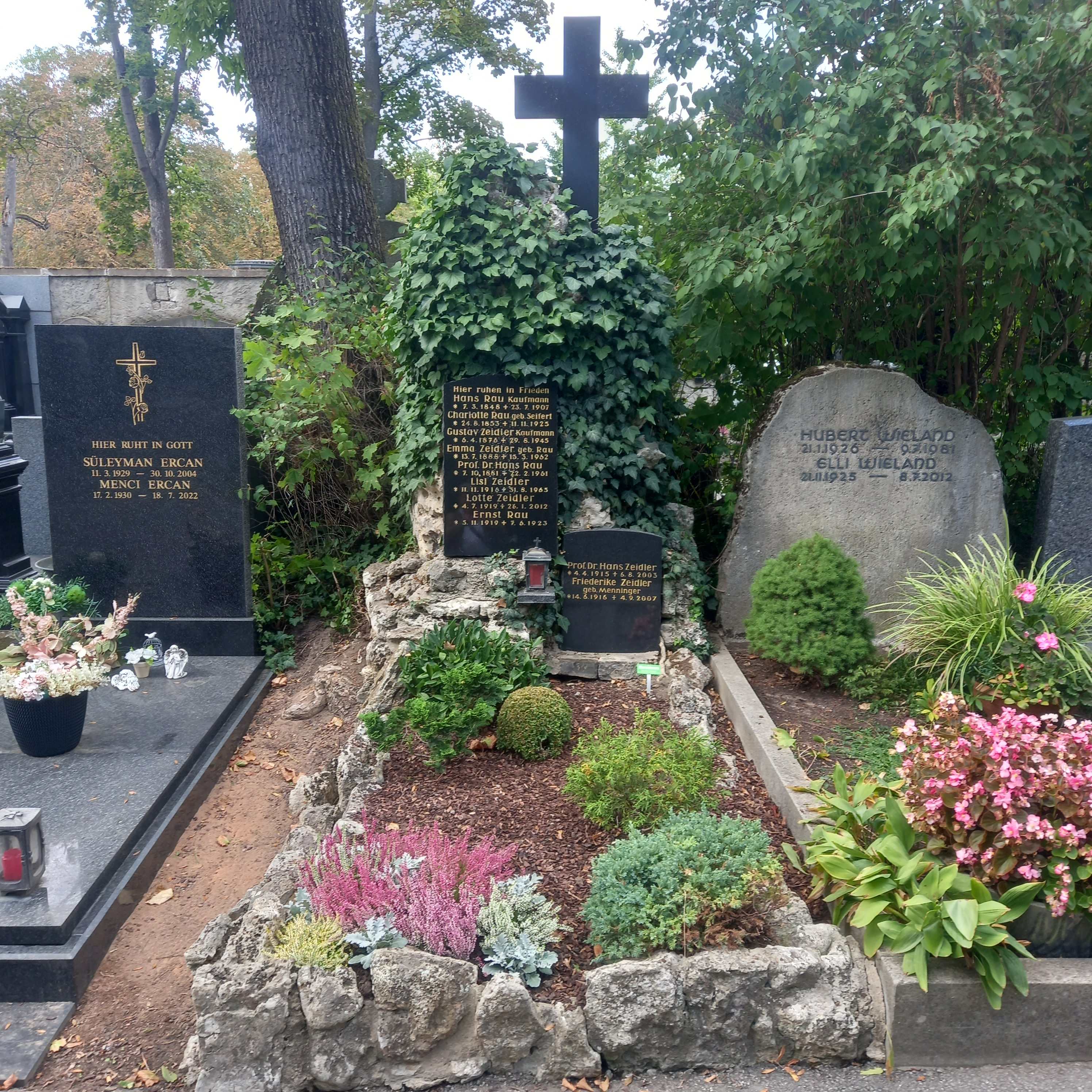
Das Grab von Hans Rau auf dem Hauptfriedhof Würzburg

Hans Rau war 1925–1927 Dekan der Abteilung Mathematik und Naturwissenschaften und 1928/29 Rektor der TH Darmstadt. Von 1930 bis 1933 war er Vorsitzender der Vereinigung von Freunden der Technischen Hochschule Darmstadt. Bei den Vorbereitungen zur Wiedereröffnung der TH Darmstadt nach dem Zweiten Weltkrieg war Rau neben Walter Brecht maßgeblich beteiligt. Im März 1949 wurde Rau emeritiert. Auch danach war er der TH Darmstadt sehr verbunden und hielt noch einige Semester Lehrveranstaltungen ab. 1950 zog er nach Garmisch-Partenkirchen, wo er am 23. Februar 1961 verstarb.
Das zwischen dem Physikalischen Institutsgebäude und dem Piloty-Gebäude gelegene Gebäude mit auffallend in Schiefer gedecktem Glockendach trägt den Namen „Rau-Bau“, da Hans Rau dieses Gebäude nach seiner Berufung nach Darmstadt bis 1950 bewohnte.

## Werke
- 1906: Beobachtungen an Kanalstrahlen, Dissertation, Würzburg.